# Hylarana asperrima
Hylarana asperrima är en groddjursart som beskrevs av Perret 1977. Hylarana asperrima ingår i släktet Hylarana och familjen egentliga grodor. IUCN kategoriserar arten globalt som starkt hotad. Inga underarter finns listade i Catalogue of Life.